# Nesiomiris parasinuatus
Nesiomiris parasinuatus är en insektsart som beskrevs av Raymond J.Gagné 1997. Nesiomiris parasinuatus ingår i släktet Nesiomiris och familjen ängsskinnbaggar. Inga underarter finns listade i Catalogue of Life.